# مارتا اوتربسکا
مارتا اوتربسکا (انگلیسی: Marta Otrębska؛ زادهٔ ۷ اکتبر ۱۹۶۸) بازیکن فوتبال اهل لهستان است.
از باشگاه‌هایی که در آن بازی کرده‌است می‌توان به باشگاه فوتبال ۱.اف‌اف‌سی توربین پوتسدام اشاره کرد.
وی همچنین در تیم ملی فوتبال زنان لهستان بازی کرده‌است.